# الکساندرا، بخش سزستوچاوا
الکساندرا، بخش سزستوچاوا (به لاتین: Aleksandrów, Częstochowa County) یک منطقهٔ مسکونی در لهستان است که در Gmina Koniecpol واقع شده‌است.

## خصوصیات
الکساندرا ۱۶۵ نفر جمعیت دارد.